# Ханимекс 677
Hanimex 677 (677) је конзола за игру фирме Hanimex која је почела да се производи у Европи током 1978. године.
Користила је AY-3-8500 од General Instruments микропроцесорску јединицу и једну батерију од 9 волти.

## Детаљни подаци
Детаљнији подаци о конзоли 677 су дати у табели испод.
|                       |                        |
| [ 1 ]                 |                        |
| Произвођач            |                        |
| Тип                   | играчка конзола        |
| Меморија              |                        |
| Поријекло             | Европа                 |
| Година                | 1978                   |
| Тастатура             | 2 палице, Reset, Serve |
| Процесор              |                        |
| Фреквенција процесора |                        |
| RAM                   |                        |
| ROM                   |                        |
| Текст                 |                        |
| Графика               |                        |
| Боја                  | црно и бијело          |
| Звук                  | уграђени звучник       |
| Димензије             | 21 фунта               |
| Портови               |                        |
| Оперативни систем     |                        |